# Веллен (Мозель)
Веллен (нем. Wellen) — община в Германии, в земле Рейнланд-Пфальц.
Входит в состав района Трир-Саарбург. Подчиняется управлению Конц. Население составляет 788 человек (на 31 декабря 2010 года). Занимает площадь 3,09 км².